# Draft NFL 2007
Il Draft NFL 2007 è il classico avvenimento annuale organizzato dalla NFL che si è tenuto il 28 e il 29 aprile 2007. L'ordine del draft era costituito semplicemente invertendo l'ordine di come si è conclusa la stagione regolare 2006, quindi dalla squadra che aveva ottenuto meno vittorie a quella con più vittorie; tranne per le ultime due scelte (31ª e 32ª) che sono state assegnate rispettivamente alla perdente e alla vincente del Super Bowl XLI. In caso di parità di vittorie si guardava come prima cosa la difficoltà del calendario che le squadre con lo stesso numero di vittorie si erano affrontate. In caso di ulteriore parità si guardavano il numero delle vittorie raggiunte all'interno della propria division o conference. Se la parità persisteva la decisione veniva presa con il lancio della monetina.

## Scelte
| † | = Pro Bowler |

|  | = Hall of Famer |

|  | Giro | Scelta | Squadra              | Giocatore                                                        | Ruolo                                                            | College                                                          | Conference                                                       |
|  | ---- | ------ | -------------------- | ---------------------------------------------------------------- | ---------------------------------------------------------------- | ---------------------------------------------------------------- | ---------------------------------------------------------------- |
|  | 1    | 1      | Oakland Raiders      | JaMarcus Russell                                                 | QB                                                               | LSU                                                              | SEC                                                              |
|  | 1    | 2      | Detroit Lions        | Calvin Johnson                                                   | WR                                                               | Georgia Tech                                                     | ACC                                                              |
|  | 1    | 3      | Cleveland Browns     | Joe Thomas†                                                      | OT                                                               | Wisconsin                                                        | Big Ten                                                          |
|  | 1    | 4      | Tampa Bay Buccaneers | Gaines Adams                                                     | DE                                                               | Clemson                                                          | ACC                                                              |
|  | 1    | 5      | Arizona Cardinals    | Levi Brown                                                       | OT                                                               | Penn State                                                       | Big Ten                                                          |
|  | 1    | 6      | Washington Redskins  | LaRon Landry†                                                    | S                                                                | LSU                                                              | SEC                                                              |
|  | 1    | 7      | Minnesota Vikings    | Adrian Peterson†                                                 | RB                                                               | Oklahoma                                                         | Big 12                                                           |
|  | 1    | 8      | Atlanta Falcons      | Jamaal Anderson                                                  | DE                                                               | Arkansas                                                         | SEC                                                              |
|  | 1    | 9      | Miami Dolphins       | Ted Ginn Jr                                                      | WR                                                               | Ohio State                                                       | Big Ten                                                          |
|  | 1    | 10     | Houston Texans       | Amobi Okoye                                                      | DT                                                               | Louisville                                                       | Big East                                                         |
|  | 1    | 11     | San Francisco 49ers  | Patrick Willis                                                   | LB                                                               | Ole Miss                                                         | SEC                                                              |
|  | 1    | 12     | Buffalo Bills        | Marshawn Lynch†                                                  | RB                                                               | California                                                       | Pac-10                                                           |
|  | 1    | 13     | St. Louis Rams       | Adam Carriker                                                    | DT                                                               | Nebraska                                                         | Big 12                                                           |
|  | 1    | 14     | New York Jets        | Darrelle Revis                                                   | CB                                                               | Pittsburgh                                                       | Big East                                                         |
|  | 1    | 15     | Pittsburgh Steelers  | Lawrence Timmons                                                 | LB                                                               | Florida State                                                    | ACC                                                              |
|  | 1    | 16     | Green Bay Packers    | Justin Harrell                                                   | DT                                                               | Tennessee                                                        | SEC                                                              |
|  | 1    | 17     | Denver Broncos       | Jarvis Moss                                                      | DE                                                               | Florida                                                          | SEC                                                              |
|  | 1    | 18     | Cincinnati Bengals   | Leon Hall                                                        | CB                                                               | Michigan                                                         | Big Ten                                                          |
|  | 1    | 19     | Tennessee Titans     | Michael Griffin†                                                 | S                                                                | Texas                                                            | Big 12                                                           |
|  | 1    | 20     | New York Giants      | Aaron Ross                                                       | CB                                                               | Texas                                                            | Big 12                                                           |
|  | 1    | 21     | Jacksonville Jaguars | Reggie Nelson †                                                  | S                                                                | Florida                                                          | SEC                                                              |
|  | 1    | 22     | Cleveland Browns     | Brady Quinn                                                      | QB                                                               | Notre Dame                                                       | Ind.                                                             |
|  | 1    | 23     | Kansas City Chiefs   | Dwayne Bowe†                                                     | WR                                                               | LSU                                                              | SEC                                                              |
|  | 1    | 24     | New England Patriots | Brandon Meriweather†                                             | S                                                                | Miami (FL)                                                       | ACC                                                              |
|  | 1    | 25     | Carolina Panthers    | Jon Beason†                                                      | LB                                                               | Miami (FL)                                                       | ACC                                                              |
|  | 1    | 26     | Dallas Cowboys       | Anthony Spencer†                                                 | LB                                                               | Purdue                                                           | Big Ten                                                          |
|  | 1    | 27     | New Orleans Saints   | Robert Meachem                                                   | WR                                                               | Tennessee                                                        | SEC                                                              |
|  | 1    | 28     | San Francisco 49ers  | Joe Staley†                                                      | OT                                                               | Central Michigan                                                 | MAC                                                              |
|  | 1    | 29     | Baltimore Ravens     | Ben Grubbs†                                                      | G                                                                | Auburn                                                           | SEC                                                              |
|  | 1    | 30     | San Diego Chargers   | Craig "Buster" Davis                                             | WR                                                               | LSU                                                              | SEC                                                              |
|  | 1    | 31     | Chicago Bears        | Greg Olsen                                                       | TE                                                               | Miami (FL)                                                       | ACC                                                              |
|  | 1    | 32     | Indianapolis Colts   | Anthony Gonzalez                                                 | WR                                                               | Ohio State                                                       | Big Ten                                                          |
|  | 2    | 33     | Arizona Cardinals    | Alan Branch                                                      | DT                                                               | Michigan                                                         | Big Ten                                                          |
|  | 2    | 34     | Buffalo Bills        | Paul Posluszny†                                                  | LB                                                               | Penn State                                                       | Big Ten                                                          |
|  | 2    | 35     | Tampa Bay Buccaneers | Arron Sears                                                      | G                                                                | Tennessee                                                        | SEC                                                              |
|  | 2    | 36     | Philadelphia Eagles  | Kevin Kolb                                                       | QB                                                               | Houston                                                          | C-USA                                                            |
|  | 2    | 37     | San Diego Chargers   | Eric Weddle†                                                     | S                                                                | Utah                                                             | MWC                                                              |
|  | 2    | 38     | Oakland Raiders      | Zach Miller†                                                     | TE                                                               | Arizona State                                                    | Pac-10                                                           |
|  | 2    | 39     | Atlanta Falcons      | Justin Blalock                                                   | G                                                                | Texas                                                            | Big 12                                                           |
|  | 2    | 40     | Miami Dolphins       | John Beck                                                        | QB                                                               | BYU                                                              | MWC                                                              |
|  | 2    | 41     | Atlanta Falcons      | Chris Houston                                                    | CB                                                               | Arkansas                                                         | SEC                                                              |
|  | 2    | 42     | Indianapolis Colts   | Tony Ugoh                                                        | OT                                                               | Arkansas                                                         | SEC                                                              |
|  | 2    | 43     | Detroit Lions        | Drew Stanton                                                     | QB                                                               | Michigan State                                                   | Big Ten                                                          |
|  | 2    | 44     | Minnesota Vikings    | Sidney Rice†                                                     | WR                                                               | South Carolina                                                   | SEC                                                              |
|  | 2    | 45     | Carolina Panthers    | Dwayne Jarrett                                                   | WR                                                               | USC                                                              | Pac-10                                                           |
|  | 2    | 46     | Pittsburgh Steelers  | LaMarr Woodley†                                                  | DE                                                               | Michigan                                                         | Big Ten                                                          |
|  | 2    | 47     | New York Jets        | David Harris                                                     | LB                                                               | Michigan                                                         | Big Ten                                                          |
|  | 2    | 48     | Jacksonville Jaguars | Justin Durant                                                    | LB                                                               | Hampton                                                          | MEAC                                                             |
|  | 2    | 49     | Cincinnati Bengals   | Kenny Irons                                                      | RB                                                               | Auburn                                                           | SEC                                                              |
|  | 2    | 50     | Tennessee Titans     | Chris Henry                                                      | RB                                                               | Arizona                                                          | Pac-10                                                           |
|  | 2    | 51     | New York Giants      | Steve Smith†                                                     | WR                                                               | USC                                                              | Pac-10                                                           |
|  | 2    | 52     | St. Louis Rams       | Brian Leonard                                                    | FB                                                               | Rutgers                                                          | Big East                                                         |
|  | 2    | 53     | Cleveland Browns     | Eric Wright                                                      | CB                                                               | UNLV                                                             | MWC                                                              |
|  | 2    | 54     | Kansas City Chiefs   | Turk McBride                                                     | DE                                                               | Tennessee                                                        | SEC                                                              |
|  | 2    | 55     | Seattle Seahawks     | Josh Wilson                                                      | CB                                                               | Maryland                                                         | ACC                                                              |
|  | 2    | 56     | Denver Broncos       | Tim Crowder                                                      | DE                                                               | Texas                                                            | Big 12                                                           |
|  | 2    | 57     | Philadelphia Eagles  | Victor Abiamiri                                                  | DE                                                               | Notre Dame                                                       | Ind.                                                             |
|  | 2    | 58     | Detroit Lions        | Ikaika Alama-Francis                                             | DE                                                               | Hawaiʻi                                                          | WAC                                                              |
|  | 2    | 59     | Carolina Panthers    | Ryan Kalil†                                                      | C                                                                | USC                                                              | Pac-10                                                           |
|  | 2    | 60     | Miami Dolphins       | Samson Satele                                                    | C                                                                | Hawaiʻi                                                          | WAC                                                              |
|  | 2    | 61     | Detroit Lions        | Gerald Alexander                                                 | S                                                                | Boise State                                                      | WAC                                                              |
|  | 2    | 62     | Chicago Bears        | Dan Bazuin                                                       | DE                                                               | Central Michigan                                                 | MAC                                                              |
|  | 2    | 63     | Green Bay Packers    | Brandon Jackson                                                  | RB                                                               | Nebraska                                                         | Big 12                                                           |
|  | 2    | 64     | Tampa Bay Buccaneers | Sabby Piscitelli                                                 | S                                                                | Oregon State                                                     | Pac-10                                                           |
|  | 3    | 65     | Oakland Raiders      | Quentin Moses                                                    | DE                                                               | Georgia                                                          | SEC                                                              |
|  | 3    | 66     | New Orleans Saints   | Usama Young                                                      | CB                                                               | Kent State                                                       | MAC                                                              |
|  | 3    | 67     | Dallas Cowboys       | James Marten                                                     | OT                                                               | Boston College                                                   | ACC                                                              |
|  | 3    | 68     | Tampa Bay Buccaneers | Quincy Black                                                     | LB                                                               | New Mexico                                                       | MWC                                                              |
|  | 3    | 69     | Arizona Cardinals    | Buster Davis                                                     | LB                                                               | Florida State                                                    | ACC                                                              |
|  | 3    | 70     | Denver Broncos       | Ryan Harris                                                      | OT                                                               | Notre Dame                                                       | Ind.                                                             |
|  | 3    | 71     | Miami Dolphins       | Lorenzo Booker                                                   | RB                                                               | Florida State                                                    | ACC                                                              |
|  | 3    | 72     | Minnesota Vikings    | Marcus McCauley                                                  | CB                                                               | Fresno State                                                     | WAC                                                              |
|  | 3    | 73     | Houston Texans       | Jacoby Jones†                                                    | WR                                                               | Lane                                                             | SIAC                                                             |
|  | 3    | 74     | Baltimore Ravens     | Yamon Figurs                                                     | WR                                                               | Kansas State                                                     | Big 12                                                           |
|  | 3    | 75     | Atlanta Falcons      | Laurent Robinson                                                 | WR                                                               | Illinois State                                                   | Gateway                                                          |
|  | 3    | 76     | San Francisco 49ers  | Jason Hill                                                       | WR                                                               | Washington State                                                 | Pac-10                                                           |
|  | 3    | 77     | Pittsburgh Steelers  | Matt Spaeth                                                      | TE                                                               | Minnesota                                                        | Big Ten                                                          |
|  | 3    | 78     | Green Bay Packers    | James Jones                                                      | WR                                                               | San Jose State                                                   | WAC                                                              |
|  | 3    | 79     | Jacksonville Jaguars | Mike Sims-Walker                                                 | WR                                                               | Central Florida                                                  | C-USA                                                            |
|  | 3    | 80     | Tennessee Titans     | Paul Williams                                                    | WR                                                               | Fresno State                                                     | WAC                                                              |
|  | 3    | –      | Cincinnati Bengals   | Selezione revocata per avere scelto nel Draft supplementare 2006 | Selezione revocata per avere scelto nel Draft supplementare 2006 | Selezione revocata per avere scelto nel Draft supplementare 2006 | Selezione revocata per avere scelto nel Draft supplementare 2006 |
|  | 3    | 81     | New York Giants      | Jay Alford                                                       | DT                                                               | Penn State                                                       | Big Ten                                                          |
|  | 3    | 82     | Kansas City Chiefs   | DeMarcus "Tank" Tyler                                            | DT                                                               | NC State                                                         | ACC                                                              |
|  | 3    | 83     | Carolina Panthers    | Charles Johnson                                                  | DE                                                               | Georgia                                                          | SEC                                                              |
|  | 3    | 84     | St. Louis Rams       | Jonathan Wade                                                    | CB                                                               | Tennessee                                                        | SEC                                                              |
|  | 3    | 85     | Seattle Seahawks     | Brandon Mebane                                                   | DT                                                               | California                                                       | Pac-10                                                           |
|  | 3    | 86     | Baltimore Ravens     | Marshal Yanda†                                                   | OT                                                               | Iowa                                                             | Big Ten                                                          |
|  | 3    | 87     | Philadelphia Eagles  | Stewart Bradley                                                  | LB                                                               | Nebraska                                                         | Big 12                                                           |
|  | 3    | 88     | New Orleans Saints   | Andy Alleman                                                     | G                                                                | Akron                                                            | MAC                                                              |
|  | 3    | 89     | Green Bay Packers    | Aaron Rouse                                                      | S                                                                | Virginia Tech                                                    | ACC                                                              |
|  | 3    | 90     | Philadelphia Eagles  | Tony Hunt                                                        | RB                                                               | Penn State                                                       | Big Ten                                                          |
|  | 3    | 91     | Oakland Raiders      | Mario Henderson                                                  | OT                                                               | Florida State                                                    | ACC                                                              |
|  | 3    | 92     | Buffalo Bills        | Trent Edwards                                                    | QB                                                               | Stanford                                                         | Pac-10                                                           |
|  | 3    | 93     | Chicago Bears        | Garrett Wolfe                                                    | RB                                                               | Northern Illinois                                                | MAC                                                              |
|  | 3    | 94     | Chicago Bears        | Michael Okwo                                                     | LB                                                               | Stanford                                                         | Pac-10                                                           |
|  | 3    | 95     | Indianapolis Colts   | Dante Hughes                                                     | CB                                                               | California                                                       | Pac-10                                                           |
|  | 3*   | 96     | San Diego Chargers   | Anthony Waters                                                   | LB                                                               | Clemson                                                          | ACC                                                              |
|  | 3*   | 97     | San Francisco 49ers  | Ray McDonald                                                     | DE                                                               | Florida                                                          | SEC                                                              |
|  | 3*   | 98     | Indianapolis Colts   | Quinn Pitcock                                                    | DT                                                               | Ohio State                                                       | Big Ten                                                          |
|  | 3*   | 99     | Oakland Raiders      | Johnnie Lee Higgins                                              | WR                                                               | UTEP                                                             | C-USA                                                            |
|  | 4    | 100    | Oakland Raiders      | Michael Bush                                                     | RB                                                               | Louisville                                                       | Big East                                                         |
|  | 4    | 101    | Jacksonville Jaguars | Adam Podlesh                                                     | P                                                                | Maryland                                                         | ACC                                                              |
|  | 4    | 102    | Minnesota Vikings    | Brian Robison                                                    | DE                                                               | Texas                                                            | Big 12                                                           |
|  | 4    | 103    | Dallas Cowboys       | Isaiah Stanback                                                  | QB                                                               | Washington                                                       | Pac-10                                                           |
|  | 4    | 104    | San Francisco 49ers  | Jay Moore                                                        | DE                                                               | Nebraska                                                         | Big 12                                                           |
|  | 4    | 105    | Detroit Lions        | A.J. Davis                                                       | CB                                                               | NC State                                                         | ACC                                                              |
|  | 4    | 106    | Tampa Bay Buccaneers | Tanard Jackson                                                   | S                                                                | Syracuse                                                         | Big East                                                         |
|  | 4    | 107    | New Orleans Saints   | Antonio Pittman                                                  | RB                                                               | Ohio State                                                       | Big Ten                                                          |
|  | 4    | 108    | Miami Dolphins       | Paul Soliai†                                                     | DT                                                               | Utah                                                             | MWC                                                              |
|  | 4    | 109    | Atlanta Falcons      | Stephen Nicholas                                                 | LB                                                               | South Florida                                                    | Big East                                                         |
|  | 4    | 110    | Oakland Raiders      | John Bowie                                                       | CB                                                               | Cincinnati                                                       | Big East                                                         |
|  | 4    | 111    | Buffalo Bills        | Dwayne Wright                                                    | RB                                                               | Fresno State                                                     | WAC                                                              |
|  | 4    | 112    | Pittsburgh Steelers  | Daniel Sepulveda                                                 | P                                                                | Baylor                                                           | Big 12                                                           |
|  | 4    | 113    | Jacksonville Jaguars | Brian Smith                                                      | LB                                                               | Missouri                                                         | Big 12                                                           |
|  | 4    | 114    | Cincinnati Bengals   | Marvin White                                                     | S                                                                | TCU                                                              | MWC                                                              |
|  | 4    | 115    | Tennessee Titans     | Leroy Harris                                                     | C                                                                | NC State                                                         | ACC                                                              |
|  | 4    | 116    | New York Giants      | Zak DeOssie†                                                     | LB                                                               | Brown                                                            | Ivy                                                              |
|  | 4    | 117    | Detroit Lions        | Manuel Ramírez                                                   | G                                                                | Texas Tech                                                       | Big 12                                                           |
|  | 4    | 118    | Carolina Panthers    | Ryne Robinson                                                    | WR                                                               | Miami (OH)                                                       | MAC                                                              |
|  | 4    | 119    | Green Bay Packers    | Allen Barbre                                                     | OT                                                               | Missouri Southern                                                | MIAA                                                             |
|  | 4    | 120    | Seattle Seahawks     | Baraka Atkins                                                    | DE                                                               | Miami (FL)                                                       | ACC                                                              |
|  | 4    | 121    | Denver Broncos       | Marcus Thomas                                                    | DT                                                               | Florida                                                          | SEC                                                              |
|  | 4    | 122    | Dallas Cowboys       | Doug Free                                                        | OT                                                               | Northern Illinois                                                | MAC                                                              |
|  | 4    | 123    | Houston Texans       | Fred Bennett                                                     | CB                                                               | South Carolina                                                   | SEC                                                              |
|  | 4    | 124    | Seattle Seahawks     | Mansfield Wrotto                                                 | G                                                                | Georgia Tech                                                     | ACC                                                              |
|  | 4    | 125    | New Orleans Saints   | Jermon Bushrod†                                                  | OT                                                               | Towson                                                           | A-10                                                             |
|  | 4    | 126    | San Francisco 49ers  | Dashon Goldson†                                                  | S                                                                | Washington                                                       | Pac-10                                                           |
|  | 4    | 127    | New England Patriots | Kareem Brown                                                     | DT                                                               | Miami (FL)                                                       | ACC                                                              |
|  | 4    | 128    | Tennessee Titans     | Chris Davis                                                      | WR                                                               | Florida State                                                    | ACC                                                              |
|  | 4    | 129    | San Diego Chargers   | Scott Chandler                                                   | TE                                                               | Iowa                                                             | Big Ten                                                          |
|  | 4    | 130    | Chicago Bears        | Josh Beekman                                                     | G                                                                | Boston College                                                   | ACC                                                              |
|  | 4    | 131    | Indianapolis Colts   | Brannon Condren                                                  | S                                                                | Troy                                                             | Sun Belt                                                         |
|  | 4*   | 132    | Pittsburgh Steelers  | Ryan McBean                                                      | DT                                                               | Oklahoma State                                                   | Big 12                                                           |
|  | 4*   | 133    | Atlanta Falcons      | Martrez Milner                                                   | TE                                                               | Georgia                                                          | SEC                                                              |
|  | 4*   | 134    | Baltimore Ravens     | Antwan Barnes                                                    | LB                                                               | Florida International                                            | Sun Belt                                                         |
|  | 4*   | 135    | San Francisco 49ers  | Joe Cohen                                                        | DE                                                               | Florida                                                          | SEC                                                              |
|  | 4*   | 136    | Indianapolis Colts   | Clint Session                                                    | LB                                                               | Pittsburgh                                                       | Big East                                                         |
|  | 4*   | 137    | Baltimore Ravens     | Le'Ron McClain†                                                  | FB                                                               | Alabama                                                          | SEC                                                              |
|  | 5    | 138    | Oakland Raiders      | Jay Richardson                                                   | DE                                                               | Ohio State                                                       | Big Ten                                                          |
|  | 5    | 139    | St. Louis Rams       | Dustin Fry                                                       | C                                                                | Clemson                                                          | ACC                                                              |
|  | 5    | 140    | Cleveland Browns     | Brandon McDonald                                                 | CB                                                               | Memphis                                                          | C-USA                                                            |
|  | 5    | 141    | Tampa Bay Buccaneers | Greg Peterson                                                    | DE                                                               | North Carolina Central                                           | CIAA                                                             |
|  | 5    | 142    | Arizona Cardinals    | Steve Breaston                                                   | WR                                                               | Michigan                                                         | Big Ten                                                          |
|  | 5    | 143    | Washington Redskins  | Dallas Sartz                                                     | LB                                                               | USC                                                              | Pac-10                                                           |
|  | 5    | 144    | Houston Texans       | Brandon Harrison                                                 | S                                                                | Stanford                                                         | Pac-10                                                           |
|  | 5    | 145    | New Orleans Saints   | David Jones                                                      | CB                                                               | Wingate                                                          | SAC                                                              |
|  | 5    | 146    | Minnesota Vikings    | Aundrae Allison                                                  | WR                                                               | East Carolina                                                    | C-USA                                                            |
|  | 5    | 147    | San Francisco 49ers  | Tarell Brown                                                     | CB                                                               | Texas                                                            | Big 12                                                           |
|  | 5    | 148    | Kansas City Chiefs   | Kolby Smith                                                      | RB                                                               | Louisville                                                       | Big East                                                         |
|  | 5    | 149    | Jacksonville Jaguars | Uche Nwaneri                                                     | G                                                                | Purdue                                                           | Big Ten                                                          |
|  | 5    | 150    | Jacksonville Jaguars | Josh Gattis                                                      | S                                                                | Wake Forest                                                      | ACC                                                              |
|  | 5    | 151    | Cincinnati Bengals   | Jeff Rowe                                                        | QB                                                               | Nevada                                                           | WAC                                                              |
|  | 5    | 152    | Tennessee Titans     | Antonio Johnson                                                  | DT                                                               | Mississippi State                                                | SEC                                                              |
|  | 5    | 153    | New York Giants      | Kevin Boss                                                       | TE                                                               | Western Oregon                                                   | Ind.                                                             |
|  | 5    | 154    | St. Louis Rams       | Clifton Ryan                                                     | DT                                                               | Michigan State                                                   | Big Ten                                                          |
|  | 5    | 155    | Carolina Panthers    | Dante Rosario                                                    | TE                                                               | Oregon                                                           | Pac-10                                                           |
|  | 5    | 156    | Pittsburgh Steelers  | Cameron Stephenson                                               | G                                                                | Rutgers                                                          | Big East                                                         |
|  | 5    | 157    | Green Bay Packers    | David Clowney                                                    | WR                                                               | Virginia Tech                                                    | ACC                                                              |
|  | 5    | 158    | Detroit Lions        | Johnny Baldwin                                                   | LB                                                               | Alabama A&M                                                      | SWAC                                                             |
|  | 5    | 159    | Philadelphia Eagles  | C.J. Gaddis                                                      | CB                                                               | Clemson                                                          | ACC                                                              |
|  | 5    | 160    | Kansas City Chiefs   | Justin Medlock                                                   | K                                                                | UCLA                                                             | Pac-10                                                           |
|  | 5    | 161    | Seattle Seahawks     | Will Herring                                                     | LB                                                               | Auburn                                                           | SEC                                                              |
|  | 5    | 162    | Philadelphia Eagles  | Brent Celek                                                      | TE                                                               | Cincinnati                                                       | Big East                                                         |
|  | 5    | 163    | Houston Texans       | Brandon Frye                                                     | OT                                                               | Virginia Tech                                                    | ACC                                                              |
|  | 5    | 164    | Carolina Panthers    | Tim Shaw                                                         | LB                                                               | Penn State                                                       | Big Ten                                                          |
|  | 5    | 165    | Oakland Raiders      | Eric Frampton                                                    | S                                                                | Washington State                                                 | Pac-10                                                           |
|  | 5    | 166    | Jacksonville Jaguars | Derek Landri                                                     | DT                                                               | Notre Dame                                                       | Ind.                                                             |
|  | 5    | 167    | Chicago Bears        | Kevin Payne                                                      | S                                                                | Louisiana-Monroe                                                 | Sun Belt                                                         |
|  | 5    | 168    | Chicago Bears        | Corey Graham†                                                    | CB                                                               | New Hampshire                                                    | A-10                                                             |
|  | 5    | 169    | Indianapolis Colts   | Roy Hall                                                         | WR                                                               | Ohio State                                                       | Big Ten                                                          |
|  | 5*   | 170    | Pittsburgh Steelers  | William Gay                                                      | CB                                                               | Louisville                                                       | Big East                                                         |
|  | 5*   | 171    | New England Patriots | Clint Oldenburg                                                  | OT                                                               | Colorado State                                                   | MWC                                                              |
|  | 5*   | 172    | San Diego Chargers   | Legedu Naanee                                                    | WR                                                               | Boise State                                                      | WAC                                                              |
|  | 5*   | 173    | Indianapolis Colts   | Michael Coe                                                      | CB                                                               | Alabama State                                                    | SWAC                                                             |
|  | 5*   | 174    | Baltimore Ravens     | Troy Smith                                                       | QB                                                               | Ohio State                                                       | Big Ten                                                          |
|  | 6    | 175    | Oakland Raiders      | Oren O'Neal                                                      | FB                                                               | Arkansas State                                                   | Sun Belt                                                         |
|  | 6    | 176    | Minnesota Vikings    | Rufus Alexander                                                  | LB                                                               | Oklahoma                                                         | Big 12                                                           |
|  | 6    | 177    | New York Jets        | Jacob Bender                                                     | OT                                                               | Nicholls State                                                   | Southland                                                        |
|  | 6    | 178    | Dallas Cowboys       | Nick Folk†                                                       | K                                                                | Arizona                                                          | Pac-10                                                           |
|  | 6    | 179    | Washington Redskins  | H.B. Blades                                                      | LB                                                               | Pittsburgh                                                       | Big East                                                         |
|  | 6    | 180    | New England Patriots | Justin Rodgers                                                   | DE                                                               | SMU                                                              | C-USA                                                            |
|  | 6    | 181    | Miami Dolphins       | Reagan Maui'a                                                    | FB                                                               | Hawaiʻi                                                          | WAC                                                              |
|  | 6    | 182    | Tampa Bay Buccaneers | Adam Hayward                                                     | LB                                                               | Portland State                                                   | Big Sky                                                          |
|  | 6    | 183    | Houston Texans       | Kasey Studdard                                                   | G                                                                | Texas                                                            | Big 12                                                           |
|  | 6    | 184    | Buffalo Bills        | John Wendling                                                    | FS                                                               | Wyoming                                                          | MWC                                                              |
|  | 6    | 185    | Atlanta Falcons      | Trey Lewis                                                       | DT                                                               | Washburn                                                         | MIAA                                                             |
|  | 6    | 186    | San Francisco 49ers  | Thomas Clayton                                                   | RB                                                               | Kansas State                                                     | Big 12                                                           |
|  | 6    | 187    | Cincinnati Bengals   | Matt Toeaina                                                     | DT                                                               | Oregon                                                           | Pac-10                                                           |
|  | 6    | 188    | Tennessee Titans     | Joel Filani                                                      | WR                                                               | Texas Tech                                                       | Big 12                                                           |
|  | 6    | 189    | New York Giants      | Adam Koets                                                       | OT                                                               | Oregon State                                                     | Pac-10                                                           |
|  | 6    | 190    | St. Louis Rams       | Ken Shackleford                                                  | OT                                                               | Georgia                                                          | SEC                                                              |
|  | 6    | 191    | Green Bay Packers    | Korey Hall                                                       | LB                                                               | Boise State                                                      | WAC                                                              |
|  | 6    | 192    | Green Bay Packers    | Desmond Bishop                                                   | LB                                                               | California                                                       | Pac-10                                                           |
|  | 6    | 193    | Green Bay Packers    | Mason Crosby                                                     | K                                                                | Colorado                                                         | Big 12                                                           |
|  | 6    | 194    | Atlanta Falcons      | David Irons                                                      | CB                                                               | Auburn                                                           | SEC                                                              |
|  | 6    | 195    | Dallas Cowboys       | Deon Anderson                                                    | FB                                                               | Connecticut                                                      | Big East                                                         |
|  | 6    | 196    | Kansas City Chiefs   | Herbert Taylor                                                   | OT                                                               | TCU                                                              | MWC                                                              |
|  | 6    | 197    | Seattle Seahawks     | Courtney Taylor                                                  | WR                                                               | Auburn                                                           | SEC                                                              |
|  | 6    | 198    | Atlanta Falcons      | Doug Datish                                                      | C                                                                | Ohio State                                                       | Big Ten                                                          |
|  | 6    | 199    | Miami Dolphins       | Drew Mormino                                                     | C                                                                | Central Michigan                                                 | MAC                                                              |
|  | 6    | 200    | Cleveland Browns     | Melila Purcell                                                   | DE                                                               | Hawaiʻi                                                          | WAC                                                              |
|  | 6    | 201    | Philadelphia Eagles  | Rashad Barksdale                                                 | CB                                                               | Albany                                                           | NEC                                                              |
|  | 6    | 202    | New England Patriots | Mike Richardson                                                  | CB                                                               | Notre Dame                                                       | Ind.                                                             |
|  | 6    | 203    | Atlanta Falcons      | Daren Stone                                                      | S                                                                | Maine                                                            | A-10                                                             |
|  | 6    | 204    | Tennessee Titans     | Jacob Ford                                                       | DE                                                               | Central Arkansas                                                 | Ind.                                                             |
|  | 6    | 205    | Washington Redskins  | Jordan Palmer                                                    | QB                                                               | UTEP                                                             | C-USA                                                            |
|  | 6    | 206    | Tennessee Titans     | Ryan Smith                                                       | CB                                                               | Florida                                                          | SEC                                                              |
|  | 6*   | 207    | Baltimore Ravens     | Prescott Burgess                                                 | LB                                                               | Michigan                                                         | Big Ten                                                          |
|  | 6*   | 208    | New England Patriots | Justise Hairston                                                 | RB                                                               | Central Connecticut                                              | NEC                                                              |
|  | 6*   | 209    | New England Patriots | Corey Hilliard                                                   | OT                                                               | Oklahoma State                                                   | Big 12                                                           |
|  | 6*   | 210    | Seattle Seahawks     | Jordan Kent                                                      | WR                                                               | Oregon                                                           | Pac-10                                                           |
|  | 7    | 211    | New England Patriots | Oscar Lua                                                        | LB                                                               | USC                                                              | Pac-10                                                           |
|  | 7    | 212    | Dallas Cowboys       | Courtney Brown                                                   | CB                                                               | Cal Poly                                                         | Great West                                                       |
|  | 7    | 213    | Cleveland Browns     | Chase Pittman                                                    | DE                                                               | LSU                                                              | SEC                                                              |
|  | 7    | 214    | Tampa Bay Buccaneers | Chris Denman                                                     | OT                                                               | Fresno State                                                     | WAC                                                              |
|  | 7    | 215    | Arizona Cardinals    | Ben Patrick                                                      | TE                                                               | Delaware                                                         | A-10                                                             |
|  | 7    | 216    | Washington Redskins  | Tyler Ecker                                                      | TE                                                               | Michigan                                                         | Big Ten                                                          |
|  | 7    | 217    | Minnesota Vikings    | Tyler Thigpen                                                    | QB                                                               | Coastal Carolina                                                 | Big South                                                        |
|  | 7    | 218    | Houston Texans       | Zac Diles                                                        | LB                                                               | Kansas State                                                     | Big 12                                                           |
|  | 7    | 219    | Miami Dolphins       | Kelvin Smith                                                     | LB                                                               | Syracuse                                                         | Big East                                                         |
|  | 7    | 220    | New Orleans Saints   | Marvin Mitchell                                                  | LB                                                               | Tennessee                                                        | SEC                                                              |
|  | 7    | 221    | Chicago Bears        | Trumaine McBride                                                 | CB                                                               | Ole Miss                                                         | SEC                                                              |
|  | 7    | 222    | Buffalo Bills        | Derek Schouman                                                   | TE                                                               | Boise State                                                      | WAC                                                              |
|  | 7    | 223    | Tennessee Titans     | Mike Otto                                                        | OT                                                               | Purdue                                                           | Big Ten                                                          |
|  | 7    | 224    | New York Giants      | Michael Johnson                                                  | S                                                                | Arizona                                                          | Pac-10                                                           |
|  | 7    | 225    | Miami Dolphins       | Brandon Fields†                                                  | P                                                                | Michigan State                                                   | Big Ten                                                          |
|  | 7    | 226    | Carolina Panthers    | C.J. Wilson                                                      | CB                                                               | Baylor                                                           | Big 12                                                           |
|  | 7    | 227    | Pittsburgh Steelers  | Dallas Baker                                                     | WR                                                               | Florida                                                          | SEC                                                              |
|  | 7    | 228    | Green Bay Packers    | DeShawn Wynn                                                     | RB                                                               | Florida                                                          | SEC                                                              |
|  | 7    | 229    | Jacksonville Jaguars | John Broussard                                                   | WR                                                               | San Jose State                                                   | WAC                                                              |
|  | 7    | 230    | Cincinnati Bengals   | Dan Santucci                                                     | G                                                                | Notre Dame                                                       | Ind.                                                             |
|  | 7    | 231    | Kansas City Chiefs   | Michael Allan                                                    | TE                                                               | Whitworth                                                        | NWC                                                              |
|  | 7    | 232    | Seattle Seahawks     | Steve Vallos                                                     | G                                                                | Wake Forest                                                      | ACC                                                              |
|  | 7    | 233    | Minnesota Vikings    | Chandler Williams                                                | WR                                                               | Florida International                                            | Sun Belt                                                         |
|  | 7    | 234    | Cleveland Browns     | Syndric Steptoe                                                  | KR/WR                                                            | Arizona                                                          | Pac-10                                                           |
|  | 7    | 235    | New York Jets        | Chansi Stuckey                                                   | WR                                                               | Clemson                                                          | ACC                                                              |
|  | 7    | 236    | Philadelphia Eagles  | Nate Ilaoa                                                       | RB                                                               | Hawaiʻi                                                          | WAC                                                              |
|  | 7    | 237    | Dallas Cowboys       | Alan Ball                                                        | CB                                                               | Illinois                                                         | Big Ten                                                          |
|  | 7    | 238    | Miami Dolphins       | Abraham Wright                                                   | DE                                                               | Colorado                                                         | Big 12                                                           |
|  | 7    | 239    | Buffalo Bills        | C.J. Ah You                                                      | DE                                                               | Oklahoma                                                         | Big 12                                                           |
|  | 7    | 240    | San Diego Chargers   | Brandon Siler                                                    | LB                                                               | Florida                                                          | SEC                                                              |
|  | 7    | 241    | Chicago Bears        | Aaron Brant                                                      | OT                                                               | Iowa State                                                       | Big 12                                                           |
|  | 7    | 242    | Indianapolis Colts   | Keyunta Dawson                                                   | LB                                                               | Texas Tech                                                       | Big 12                                                           |
|  | 7*   | 243    | Green Bay Packers    | Clark Harris                                                     | TE                                                               | Rutgers                                                          | Big East                                                         |
|  | 7*   | 244    | Atlanta Falcons      | Jason Snelling                                                   | FB                                                               | Virginia                                                         | ACC                                                              |
|  | 7*   | 245    | Tampa Bay Buccaneers | Marcus Hamilton                                                  | CB                                                               | Virginia                                                         | ACC                                                              |
|  | 7*   | 246    | Tampa Bay Buccaneers | Kenneth Darby                                                    | RB                                                               | Alabama                                                          | SEC                                                              |
|  | 7*   | 247    | New England Patriots | Mike Elgin                                                       | C                                                                | Iowa                                                             | Big Ten                                                          |
|  | 7*   | 248    | St. Louis Rams       | Keith Jackson Jr.                                                | DT                                                               | Arkansas                                                         | SEC                                                              |
|  | 7*   | 249    | St. Louis Rams       | Derek Stanley                                                    | WR                                                               | Wisconsin–Whitewater                                             | WIAC                                                             |
|  | 7*   | 250    | New York Giants      | Ahmad Bradshaw                                                   | RB                                                               | Marshall                                                         | C-USA                                                            |
|  | 7*   | 251    | Jacksonville Jaguars | Chad Nkang                                                       | LB                                                               | Elon                                                             | SoCon                                                            |
|  | 7*   | 252    | Jacksonville Jaguars | Andrew Carnahan                                                  | OT                                                               | Arizona State                                                    | Pac-10                                                           |
|  | 7*   | 253    | Cincinnati Bengals   | Chinedum Ndukwe                                                  | S                                                                | Notre Dame                                                       | Ind.                                                             |
|  | 7^   | 254    | Oakland Raiders      | Jonathan Holland                                                 | WR                                                               | Louisiana Tech                                                   | WAC                                                              |
|  | 7^   | 255    | Detroit Lions        | Ramzee Robinson                                                  | CB                                                               | Alabama                                                          | SEC                                                              |